# Bunun (langue)
Cet article concerne la langue bunun. Pour le peuple bunun, voir Bunun.
Le bunun (en chinois : 布農語 ; pinyin : Bùnóngyǔ) est une langue austronésienne parlée par le peuple Bunun à Taïwan. Le bunun fait partie de la branche des langues formosanes. Comme les autres langues minoritaires de Taïwan, le bunun est doté d'une écriture basée sur l'alphabet latin. 

## Dialectes
Le bunun est divisé en six dialectes. L'isbukun, le dialecte dominant, est principalement parlé dans le sud de l'île, à Nantou, Taitung et Kaohsiung. Le takbanuaz et le takivatan sont parlés dans le centre de l'île, à Nantou et dans le comté de Hualien, respectivement au sud et au centre. Le takibakha et le takituduh sont parlés dans le nord, à Nantou. Le dernier dialecte est le takipulan, éteint depuis les années 1970. Ces dialectes peuvent être séparés en trois branches principales : Nord, Central et Isbukun (aussi classé en tant que Bunun du Sud). L'isbukun est le dialecte le plus éloigné de tous les autres et les dialectes de la branche Nord sont ceux qui sont les plus conservateurs. 
- Proto-Bunun[3]
  - Isbukun
  - Nord-Central
    - Nord
      - Takituduh
      - Takibakha

    - Central
      - Takbanuaz
      - Takivatan

Le Bunun était parlé à l'origine dans la ville de Xinyi (en) et à ses alentours, dans le comté de Nantou. À partir du XVIIe siècle, le peuple Bunun s'étend vers le sud et l'est, absorbant d'autres groupes ethniques comme les Saaroa (en), les Kanakavu (en), et les Thao. Le Bunun est aujourd'hui parlé dans une large aire géographique allant de la ville de Ren'ai (en) dans le nord à Taitung dans le sud.

## Phonologie

### Voyelles
|         | Antérieure | Centrale | Postérieure |
| ------- | ---------- | -------- | ----------- |
| Fermée  | i          |          | u           |
| Moyenne | e          |          |             |
| Ouverte |            | a        |             |

Notes :
- Le phonème /e/ est absent en isbukun.

### Consonnes
|           |           | Bilabiales | Dentales | Alvéolaires | Vélaires | Uvulaire | Glottales |
| --------- | --------- | ---------- | -------- | ----------- | -------- | -------- | --------- |
| Nasale    | Nasale    | m          |          | n           | ŋ ‹ ng › |          |           |
| Occlusive | simple    | p          |          | t           | k        | q        | ʔ ‹ ' ›   |
| Occlusive | injective | ɓ ‹ b ›    |          | ɗ ‹ d ›     |          |          |           |
| Fricative | Fricative | v          | ð ‹ z ›  | s           |          | χ        | h         |
| Spirante  | Spirante  |            |          | l           |          |          |           |

Notes sur l'orthographe :
- /dʒ/ est écrit ⟨j⟩.

Notes :
- Les spirantes [j w] existent, mais sont des allophones de /i u/ dans certains contextes.
- La fricative dentale /ð/ est en pratique prononcée comme une fricative interdentale (/ð̟/).
- Dans le dialecte isbukun, /χ/ est souvent produit en position finale ou avant une consonne, et /h/ en position initiale et entre des voyelles, alors que d'autres dialectes utilisent /q/ dans ces positions.
- L'isbukun ne prononce pas les /ʔ/ intervocaliques que l'on trouve dans d'autres dialectes. Par exemple, le mot isbukun [mapais] "amer" est prononcé [mapaʔis] dans d'autres dialectes
- À l'inverse, des /ʔ/ sont produits à la place du /h/ d'autres dialectes. Par exemple, le mot isbukun [luʔum] "nuage" est prononcé [luhum] dans d'autres dialectes.
- On trouve /d͡ʒ/ dans la variété de l'isbukun de Taitung, là où d'autres dialectes utilisent /t/[4].